# 강신하
강신하(1982년 1월 4일 ~ )는 대한민국의 배우이다.

## 학력
- 수원대학교 연극영화과 학사

## 출연작

### 영화
- 《걸캅스》 (2019년) - 뉴퍼시픽 택시기사 역
- 《도망》 (2018년) - 태영 역
- 《골든 슬럼버》 (2018년) - 광화문 행인들 역
- 《미옥》 (2017년) - 30대김회장 역
- 《피자의 악몽》 (2016년)
- 《인터뷰》 (2016년) - 고지식한 면접자 역
- 《탐정 홍길동: 사라진 마을》 (2016년) - 활빈당 드럼통 아저씨 역
- 《뷰티 인사이드》 (2015년) - 이수 착각 손님 역
- 《우기》 (2015년) - 방울 역
- 《역린》 (2014년) - 금위영 3 역
- 《조선미녀삼총사]]》 (2014년) - 사현 수하들 역
- 《감시자들》 (2013년) - 두더지 역
- 《동네 한 바퀴》 (2012년)
- 《회사원》 (2012년) - 형사 역
- 《모피를 입은 비너스》 (2012년) - 수행원 1 역
- 《최종병기 활》 (2011년) - 태평소 병사 역
- 《보도 위의 남과 여》 (2007년)

### 드라마
- 《블랙독》 (2019년, tvN) - 지유성 역
- 《드라마 스테이지 - 마지막 식사를 만드는 여자》 (2018년, tvN)
- 《오로라 공주》 (2013년, MBC) - 김주완 역
- 《KBS 드라마 스페셜 연작 시리즈 - 락 락 락》 (2010년, KBS2) - 동팔 역

## 수상
- 2016년 제 4회 SNS 3분 영화제 남자연기상 역